# Thunderpants
Thunderpants ist eine britisch-deutsche Science-Fiction-Filmkomödie aus dem Jahr 2002. Regie führte Peter Hewitt, das Drehbuch schrieb Phil Hughes.

## Handlung
Patrick Smash wird mit zwei Mägen geboren. Der unangepasste und gewalttätige Junge terrorisiert häufig seine Eltern mit dem Furzen, mit dem er sehr starke Winde erzeugt. Eines Tages stört er dadurch eine Veranstaltung in der Schule. Sein einziger Freund Alan A. Allen hat Anosmie, was ihm ermöglicht, Patricks Schwäche zu ertragen. Die Jungen bauen gemeinsam ein mit den Magengasen angetriebenes Raumschiff, mit dem sie in Not geratene Astronauten retten.

## Rezeption

### Kritiken
Jason Best schrieb am 15. Mai 2002 für die BBC, zehnjährige Jungen würden den Film wahrscheinlich als die denkbar witzigste Komödie betrachten – eine Ansicht, die die anderen Zuschauer nicht teilen würden. Einiges sei charmant, doch die Komödie baue auf einem einzigen Witz auf.

### Auszeichnungen
Peter Hewitt erhielt im Jahr 2002 den Preis Lucas des Internationalen Kinder- und Jugendfilmfestivals.

### Einspielergebnis
Der Film konnte weltweit rund 3 Millionen US-Dollar einspielen.

## Hintergrund
Der Film wurde in London und in Albany (New York) gedreht.